# California Bureau of Gambling Control
Le California Bureau of Gambling Control (en français : Bureau de régulation des jeux de Californie) réglemente les activités de jeux de hasard légaux en Californie (États-Unis) pour faire en sorte que les jeux soient conduits avec honnêteté et libres de la corruption.
Le Bureau est également responsable de la vérification de l'identité de tous les employés d'entreprises de jeu et doivent s'assurer que tous les salariés d'entreprises de jeu sont titulaires d'un permis de travail valide.

## Historique
Avant 1998, l'industrie du jeu en Californie était peu réglementée. En 1984, l'Assemblée législative a promulgué la « Loi sur l'enregistrement des jeux », qui exigeait le bureau du procureur général pour assurer une réglementation des salles de jeux. Toutefois, la portée de l'autorité du procureur général était extrêmement limitée et le financement était insuffisant. Reconnaissant la nécessité d'élargir la surveillance du secteur des jeux de Californie, l'Assemblée législative a adopté la Gambling Control Act.